# Kazuma Takai
Kazuma Takai (født 5. august 1994) er en japansk fodboldspiller, som spiller for den japanske fodboldklub Renofa Yamaguchi FC.